# José Sarmento
José Sarmento (1842-13 de Fevereiro de 1905), foi na segunda metade do século XIX um dos músicos madeirenses na dimensão intelectual e musical.

## Biografia
Desde muito cedo, José Sarmento demonstrou um grande interesse e grande vocação para a música, recebendo até, as suas primeiras aulas de piano com a princesa de Waxel (aristocrata Russa) durante a sua estadia na ilha da Madeira. O seu gosto pela música levou-o a viajar pela Europa para ouvir e ter contacto  com os grandes mestres da música para assim aperfeiçoar os seus conhecimentos musicais. Entre os grandes músicos com os quais José conviveu, destaca-se o húngaro Franz Liszt, um dos maiores músicos e compositores de todo o sempre e também um dos maiores vultos intelectuais do mundo musical do século XIX.
Era tio paterno do conhecido investigador da História da Madeira, coronel Alberto Artur Sarmento.

### Regresso à Madeira
Após o regresso à ilha, começou a dar aulas de piano onde se destacou, assim sendo convidado pelo bispo D. Manuel Agostinho Barreto para dar aulas no Seminário Diocesano.

## Carreira profissional
Como músico profissional o seu primeiro feito foi organista da Sé Catedral e mestre de capela. Além da vertente musical, José Sarmento demonstrou também uma forte dimensão intelectual e literária, principalmente no lado católico e participando de vários órgãos de imprensa religiosa. Foi incluindo, director do "Domingo Católico" e um dos vários redactores de "A Verdade" e em várias outras coisas de caracter religioso. O músico promoveu concertos de beneficência nos teatros Esperança e D. Maria Pinha, no Palácio de S. Lourenço e na sua Quinta de Santa Luzia onde acompanhava no piano e harmónio os artistas de sucesso que visitavam o Funchal.